# Ältere Burg Wild-Eptingen

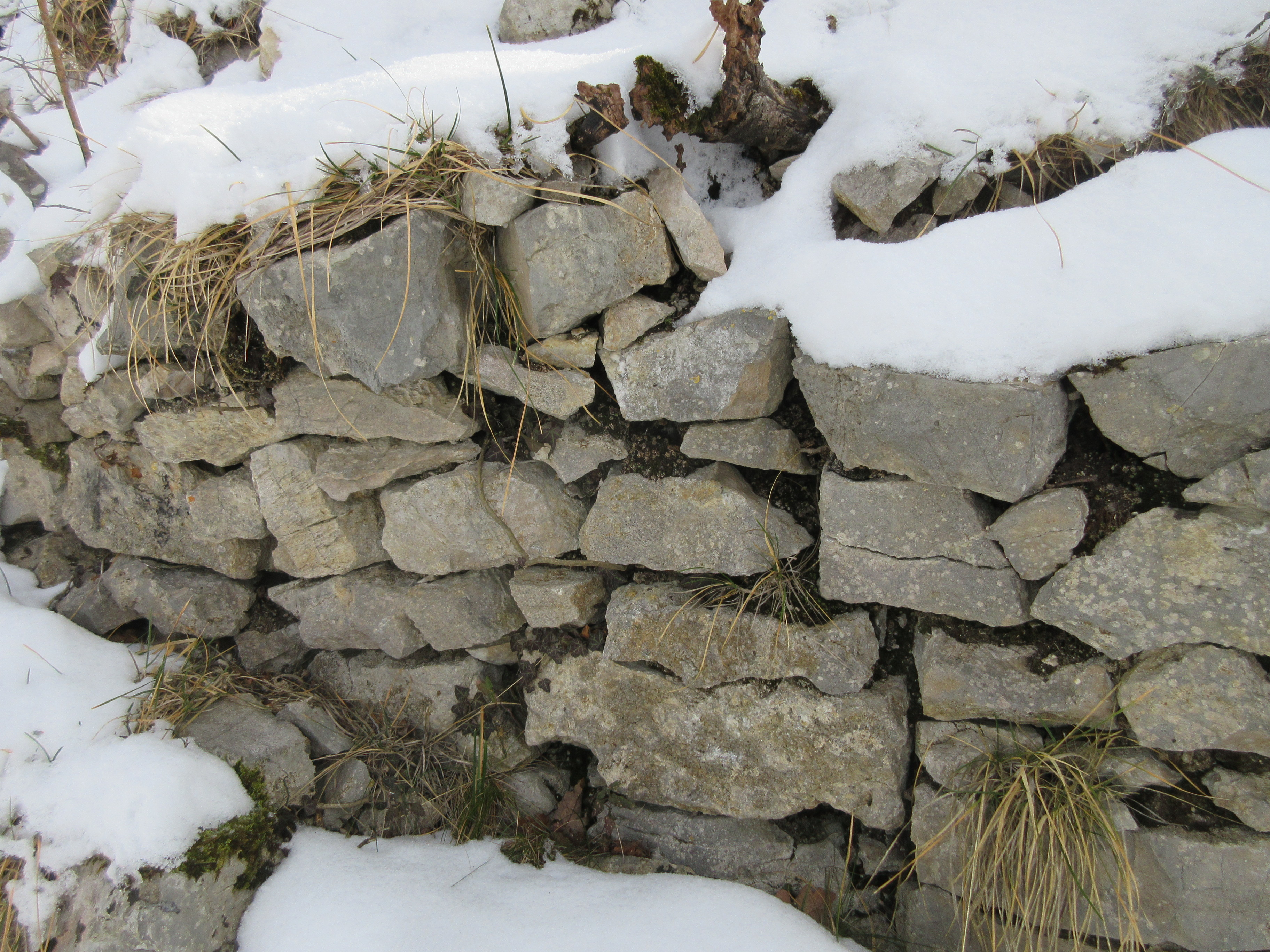
Nahaufnahme der Mauerreste

Die ältere Burg Wild-Eptingen, auch Wild-Eptingen Schanz genannt, ist die Ruine einer kleineren Höhenburg in der Nähe der Ortschaft Eptingen im schweizerischen Kanton Basel-Landschaft. Die Ruine liegt nahe der Spitze der Eichelbergflue. Zu sehen sind Reste von Eckmauern sowie Gräben. Vermutlich handelte es sich nur um einen Wehrturm. Die Burgruine befindet sich unweit der größeren Anlage Witwald, welche vermutlich eine Nachfolgeburg darstellt.

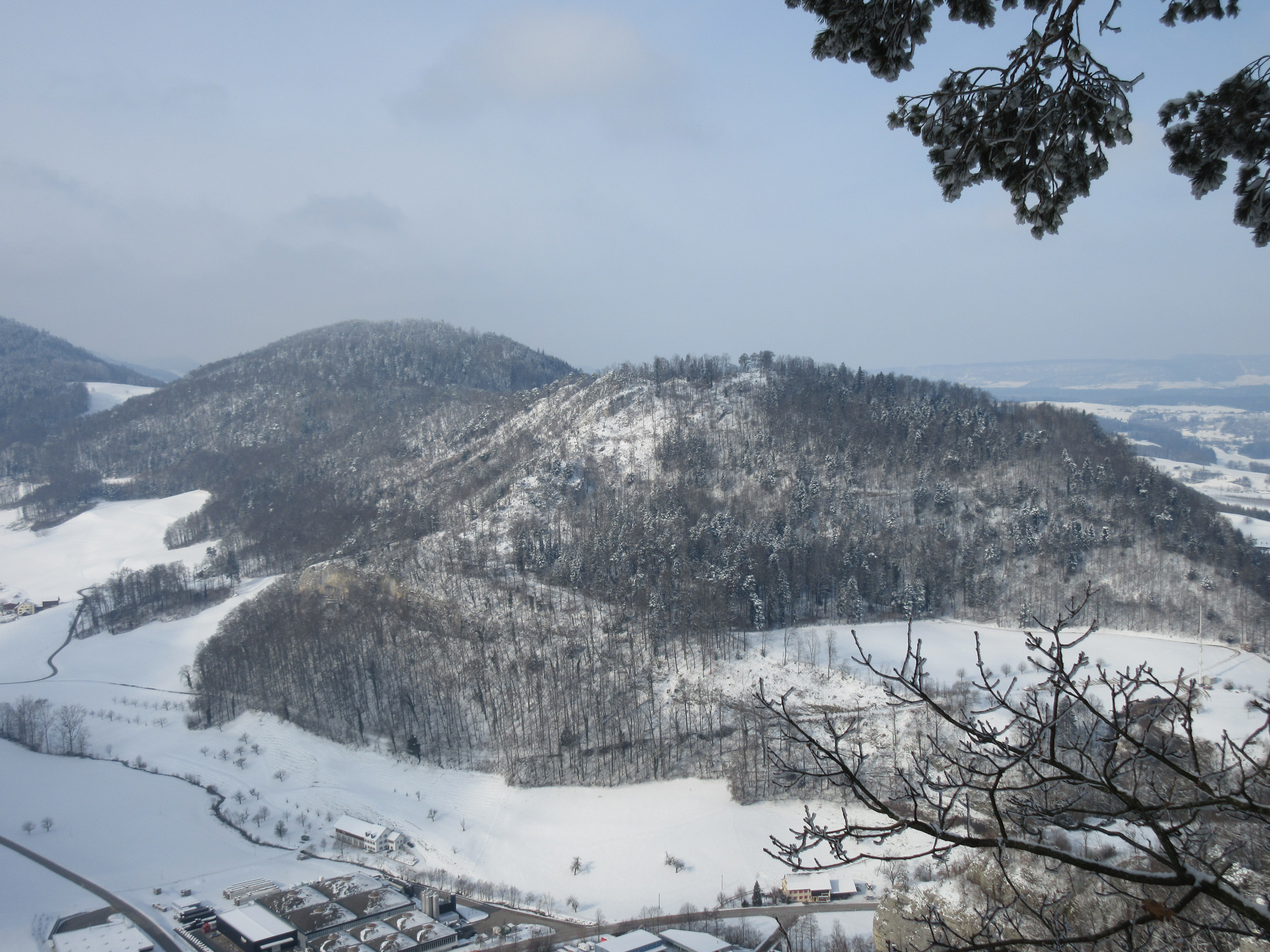
Sicht auf den Rängge von der Burgstelle aus

## Geschichte
Es finden sich keine urkundlichen Erwähnungen, weshalb der heutige Name nur hypothetisch ist. Vermutlich wurde die Burg von den Herren von Eptingen im 12. Jahrhundert erbaut, welchen diese Gegend gehörte. Als Besitzer käme Gottfried von Eptingen in Frage (1189 erwähnt). Dank Keramikfunden wird eine Besiedlungszeit von 1150 bis 1250 vermutet. Danach wurde die Anlage wohl zugunsten der Burg Witwald aufgegeben.